# Mimořádná jubilea katolické církve
Mimořádná jubilea katolické církve jsou Svaté roky, které jsou vyhlašovány k nějakému speciálnímu účelu. Jsou vyhlašovány nepravidelně, na rozdíl od řádných Svatých roků, které jsou vyhlašovány pravidelně po 25 letech.
Zatímco původní Svatý rok se vztahoval ke Kristovu narození, rok 1933 se slavil jako rok připomínající „dovršení našeho vykoupení“ smrtí na kříži a zmrtvýchvstáním. Papež Pius XI. v apoštolské konstituci Quod nuper ke svátku zjevení v roce 1933 prohlásil, že se jedná o „vlastně větší, ba největší jubileum“.

## Řádné a mimořádné Svaté roky
Papežové mnohokrát vyhlásili „mimořádný“ Svatý rok, ať už pro celou církev, nebo jen pro některou zemi. Takový místní Svatý rok existuje např. ve Španělsku v Compostele, nad hrobem apoštola sv. Jakuba, když jeho svátek připadá na neděli. Dále v Lyonu, když svátek sv. Jiří připadne na Velký pátek, to připadne Boží hod svatodušní na svatého Antonína a Boží Tělo na sv. Jana Křtitele (je to nejzazší možné datum Velikonoc). Konečně mívali mimořádný Svatý rok i v Einsiedelnu ve Švýcarsku, když svátek Povýšení svatého Kříže padl na neděli.
Řada papežů vyhlásila mimořádný Svatý rok ke svému zvolení. Např. Lev X. roku 1518, aby duchovně pomohl Polákům, tísněným Turky. Nebezpečí před Turky bylo pohnutkou Milostivého léta několikrát, např. roku 1566, 1571 a 1663. Pavel III. chtěl tak roku 1545 vyprosit smír s protestanty a Boží pomoc pro právě svolaný Tridentský sněm. Podobně učinil Pius IX. před Prvním vatikánským koncilem roku 1869. jeho nástupce Lev XIII. vyhlásil několik Milostivých let: 1881 na smír za urážky učiněné církvi a Svatému stolci – jsme po obsazení papežského státu a Říma italskými vojsky, kdy se papež stal „vatikánským vězněm“; roku 1896 pro Francii k 1400. výročí křtu krále Chlodvíka; sv. Pius X. roku 1904 k 50. výročí prohlášení neposkvrněného početí za článek víry, roku 1913 k 1600. výročí Ediktu milánského, jímž císař Konstantin dal křesťanům svobodu. Tyto mimořádné Svaté roky ovšem byly často časově omezeny, netrvaly celý rok, neotevíraly se během nich Svaté brány římských bazilik a v podstatě šlo pouze o možnost získání jubilejních plnomocných odpustků věřícími za stanovených podmínek spojených s poutí na ona místa v určené době.
Ve 20. století proběhla dvě mimořádná jubilea vyhlášená papežem Piem XI. – první k padesátinám jeho kněžství roku 1929 a druhé, slavné, roku 1933 na památku 1900 let, jež podle zbožné tradice uplynuly od vykupitelské smrti Kristovy. Další papežové 20. století vyhlásili řadu mimořádných jubileí. Ve 21. století v Římě již začala vzdálená příprava na jubileum 2033. Např. v roce 2023 se sešli starosta Říma Roberto Gualtieri, náměstek Alfredo Mantovano a biskup Rino Fisichella, aby zhodnotili práce na římském metru, aby byly dokončeny k jubileu 2033.

## Mimořádné Svaté roky
Počítání mimořádných jubileí se v různých zdrojích liší. Bývá uváděno deset hlavních mimořádných Svatých roků, nicméně existují i další jubilejní roky.

### Hlavní mimořádná jubilea
1. 1423: Martin V. vyhlašuje mimořádné jubileum k návratu papežství do Říma poavignonském exilu;
2. 1585: Mimořádné jubileum vyhlášené Sixtem V. u příležitosti zahájení jeho pontifikátu;
3. 1655: Mimořádné jubileum vyhlášené Alexandrem VII. na počátku jeho pontifikátu;
4. 1745: Mimořádné jubileum vyhlášené Benediktem XIV. za mír mezi křesťanskými knížaty;
5. 1886: Mimořádné jubileum vyhlášené Lvem XIII.;[9]
6. 1933/1934: Mimořádné jubileum vyhlášené Piem XI. k 1900. výročí vykoupení;[10]
7. 1966: Mimořádné jubileum vyhlášené Pavlem VI. u příležitosti ukončení II. vatikánského koncilu. Konal se od 26. 6. 1966 do 30. 6. 1967;
8. 1983/1984: Mimořádné jubileum vyhlášené Janem Pavlem II. k 1950. výročí vykoupení;
9. 2015/2016: Mimořádné jubileum vyhlášené Františkem k 50. výročí uzavření Druhého vatikánského koncilu;
10. 2033/2034: Mimořádné jubileum k 2000. výročí vykoupení.

### Další jubilejní roky
Nezávisle na řádných svatých letech a tematických letech vyhlašovali někteří papežové také mimořádné svaté roky z jiných důvodů:
1. 1518: Lev X. – Posílení Polska v boji proti Turkům
2. 1826: Lev XII. – Začátek pontifikátu
3. 1854: Pius IX. – Mimořádný svatý rok Neposkvrněného početí Panny Marie
4. 1858: Pius IX. – Mimořádný svatý rok
5. 1867: Pius IX. – Mučednictví apoštolů Petra a Pavla
6. 1869: Pius IX. – I. vatikánský koncil
7. 1879: Lev XIII. – Začátek pontifikátu. Konal se od 2. března 1879 do 1. června 1879
8. 1881: Lev XIII. – Mimořádný svatý rok od 19. března 1881 do 1. listopadu 1881
9. 1913: Pius X. – Bílá neděle
10. 1929: Pius XI. – 50. výročí kněžství papeže, rok lateránských dohod
11. 1954: Pius XII. – 1. mariánský rok
12. 1967: Pavel VI. – Mučednictví Petra a Pavla. Konal se od 29. června 1967 do 30. června 1968
13. 1987: Jan Pavel II. – 2. mariánský rok. Konal se od Letnic 1987 do 15. srpna 1988
14. 2008: Benedikt XVI. –  Rok sv. Pavla. 2000. výročí narození apoštola Pavla. Konal se od 28. června 2008 do 29. června 2009